# Родріго Гало
Родріго Гало (порт. Rodrigo Galo, нар. 19 вересня 1986, Ріу-Бранку) — бразильський футболіст, правий захисник грецького «Атромітоса».

## Ігрова кар'єра
Народився 19 вересня 1986 року в місті Ріу-Бранку. Вихованець футбольної школи клубу «Аваї». Дорослу футбольну кар'єру розпочав 2007 року в основній команді того ж клубу, в якій провів два сезони.
Влітку 2008 року футболіст переїхав до Португалії, де став виступати за «Жіл Вісенте» з Сегунди. Відіграв за клуб з Барселуша наступні три сезони своєї ігрової кар'єри. Більшість часу, проведеного у складі «Жіл Вісенте», був основним гравцем захисту команди.
Влітку 2011 року уклав контракт з «Брагою», але за першу команду так і не дебютував, через що на початку 2012 року на правах оренди повернувся в «Жіл Вісенте», з яким дебютував у Прімейра-лізі. Після цього з літа 2012 року по одному сезону захищав кольори клубів «Академіка» та «Панетолікос».
Протягом сезону 2014/15 років захищав кольори клубу «Пасуш ді Феррейра», проте основним гравцем не став.
У травні 2015 року Родріго підписав дворічний контракт з грецьким клубом АЕК. 22 серпня 2015 року він дебютував і забив свій перший гол за клуб в матчі з «Платаніасом» (3:0). В першому ж сезоні виграв з командою Кубок Греції. Згодом у сезоні 2017/18 додав до своїх трофеїв титул чемпіона Греції. Загалом за чотири сезони, проведених в афінській команді, взяв участь у понад 100 матчах грецької першості.
Після завершення контракту з АЕКом досвідчений захисник залишився у Греції, уклавши у вересні 2019 року на правах вільного агента угоду з «Атромітосом».

## Досягнення
- Чемпіон Греції (1):

АЕК: 2017–18
- Володар Кубка Греції (1):

АЕК: 2015–16